# Johan Rundberg
Johan Rundberg, född 1973 och uppväxt i Knislinge, är en svensk författare.
Rundberg debuterade 2001 med boken Hopplösa lillasyster. Han skriver bland annat deckare och spänningsromaner för barn och unga.
2021 belönades Rundberg med Augustpriset för boken Nattkorpen. Boken, som är den första i trilogin Månvind och Hoff skildrar barnhemsbarnet Mikas öden i 1800-talets Stockholm.

### Häxknuten
- 2017 – Vålnadens röst. Natur & Kultur. ISBN 9789127151796
- 2018 – Skuggornas ö. Natur & Kultur. ISBN 9789127153080
- 2018 – Kejsarens grav. Natur & Kultur. ISBN 9789127153103

### Månvind & Hoff
- 2021 – Nattkorpen. Natur & Kultur. ISBN 9789127164031
- 2021 – Tjuvdrottningen. Natur & Kultur. 2021. ISBN 9789127164062
- 2021 –  Dödsängeln. ISBN 9789127164093
- 2022 – Blodspakten. Natur & Kultur. ISBN 9789127179875
- 2023 – Ormsaltaren. Natur & Kultur. ISBN 9789127180666

## Priser och utmärkelser
- 2023 – Astrid Lindgren-priset[5]
- 2023 – Prix Millepages 2023 för Le Corbeau de Nuit[6]
- 2023 – IBBY Honour List 2024 för Dödsängeln[7]
- 2021 – Augustpriset för Nattkorpen[4]
- 2021 – Crimetime Award Årets barndeckare för Nattkorpen och Tjuvdrottningen[3]
- 2021 – Barnens Romanpris i Karlstad för Nattkorpen[8]
- 2021 – Johan Hansson-stipendiet, Stiftelsen Natur & Kultur[9]
- 2018 – Årets bok åk 5-7 Biblioteket i Stavanger för Vålnadens röst[10]
- 2018 – BELMA Awards Silver award för Puls Förskoleklass med Hela året med Tellus och Luna, (huvudförfattare Hilkka Mikkonen och Karin Persson-Gode)[11]
- 2014 – Barnens Romanpris i Karlstad för Kärlekspizzan[12]
- 2002 – Vår Bostads Novellpris för Uppgörelse i augusti[13]